# Deronectes moestus
Deronectes moestus är en skalbaggsart som först beskrevs av Leon Fairmaire 1858.  Deronectes moestus ingår i släktet Deronectes och familjen dykare.

## Underarter
Arten delas in i följande underarter:
- D. m. moestus
- D. m. inconspectus